# Tobleroneweg

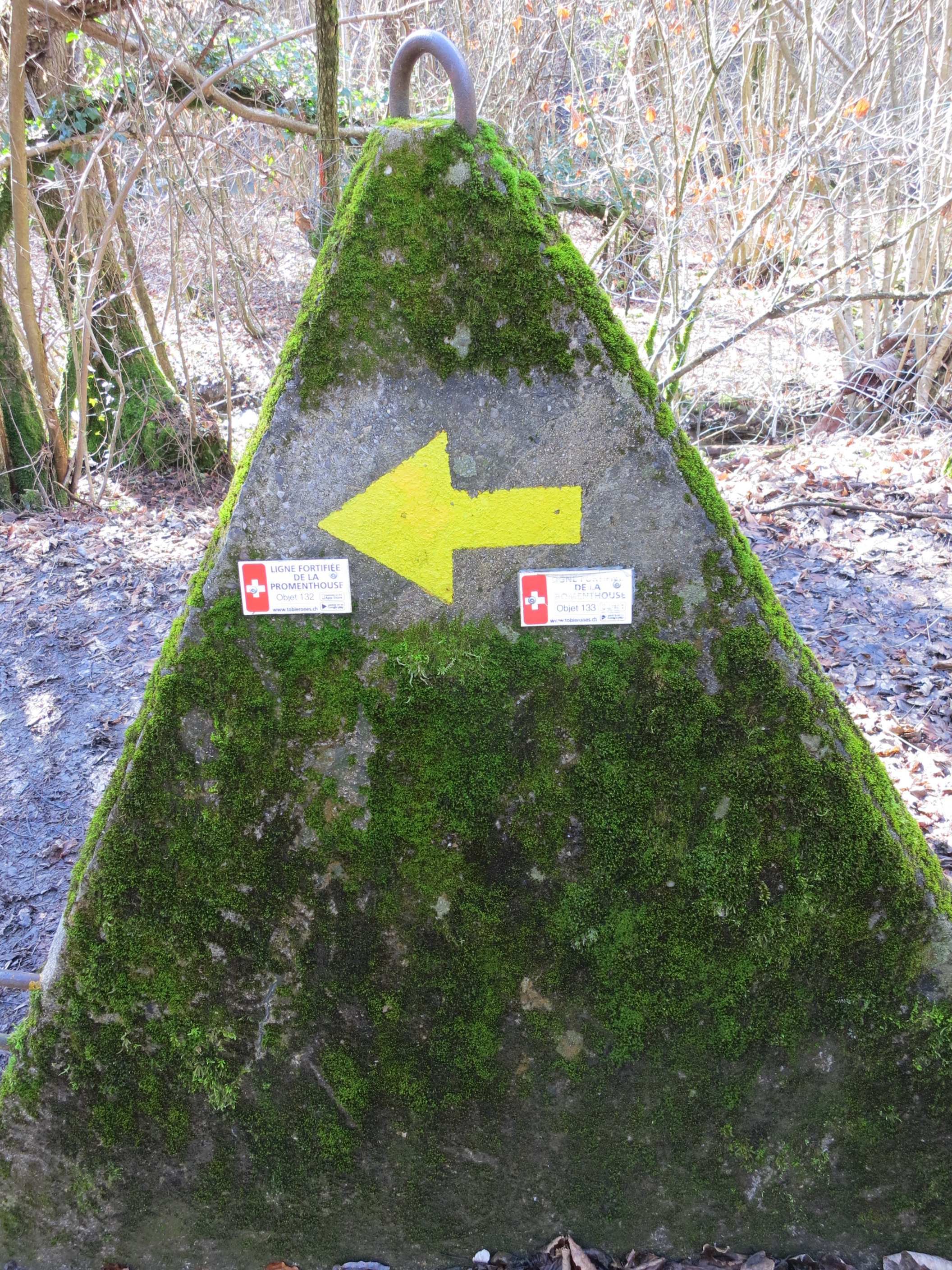
Tobleroneweg

Der Tobleroneweg (französisch Sentier des Toblerones) ist ein 17 km langer Schweizer Lehrpfad und Wanderweg, der entlang der Verteidigungslinie der Promenthouse (französisch Ligne fortifiée de la Promenthouse) führt. Die Linie wurde ab 1938 bei Gland im Kanton Waadt von der Grenzbrigade 1 gebaut und sollte eine Invasion von Westen aufhalten und verzögern. Die Sperrstellen Promenthouse und Gland gelten als militärische Denkmäler von nationaler Bedeutung.

## Namensgebung
Die Form der Höckerlinien, die als Panzersperre dienen, erinnert an die Schokolade der Marke Toblerone. Der Volksmund übernahm diesen Namen für die Höckerlinien. Die «Tobleronen» (engl.: dragon’s teeth) gehören weltweit zu den gebräuchlichen Panzersperren.

## Geographie
Der Ausgangspunkt des Tobleronewegs ist die Haltestelle Bassins (Halt auf Verlangen) 753 m ü. M. an der Bahnstrecke Chemin de fer Nyon–Saint-Cergue–Morez. Der Weg ist durchgehend mit gelben Rhomben und Wegweisern ausgeschildert und erfordert etwa 4–5 Stunden Marschzeit. Die Unterführungen bei den Brücken dürfen bei Hochwasser nicht betreten werden.
Die Verteidigungslinie begann auf den Jurahöhen bei La Dunanche in der Gemeinde Bassins auf 1117 m ü. M., folgte den natürlichen Hindernissen der Bäche Ruisseau de la Combe, la Serine und la Promenthouse, die durch die Gemeinden Begnins, Vich, Gland und Prangins fliessen, und endete am Ufer des Genfersees auf 372 m ü. M.

## Geschichte
Die Planung der Linie begann 1937 und der Bau 1938 mit in die Erde verankerten ein Meter langen Eisenbahnschienen als Panzersperren. Ab 1940 wurden diese mit Betonhöckern (Tobleronen) ersetzt und die Bunker gebaut.
1996 wurde die Association de la ligne fortifiée de la Promenthouse gegründet, um diesen wichtigen militärhistorischen Zeugen des Zweiten Weltkriegs der Nachwelt zu erhalten. Für die englische Konfliktarchäologin Fiona Elizabeth Ross sind die 17 Bunker stumme Zeugen der Erfahrungen der Schweiz mit der bewaffneten Neutralität im globalen Konflikt des Zweiten Weltkriegs seit der Zeit ihrer Planung bis heute.

## Befestigungen
Die Verteidigungslinie Promenthouse sollte als erste Linie einen Angriff von Westen aufhalten und die Hauptstrasse zwischen Genf und Lausanne mit der Brücke über die Promenthouse sichern und eine Umgehung verhindern.

### Panzersperren und Sprengobjekte
Die Toblerone Höckerlinien mit ihren 2700 Betonhöckern (die grossen je 9 Tonnen schwer) beginnen bei der Sägerei in La Cézille, dort wo die Combe in die Serine fliesst, und sind durchgehend bis zum Wald am Ufer des Genfersees. Der Wanderweg führt auch an den Sprengobjekten vorbei. Das erste ist die Strassenbrücke bei La Cézille. Weitere Sprengobjekte sind die Autobahnbrücke über die Serine und die Eisenbahnbrücke über die Promenthouse.

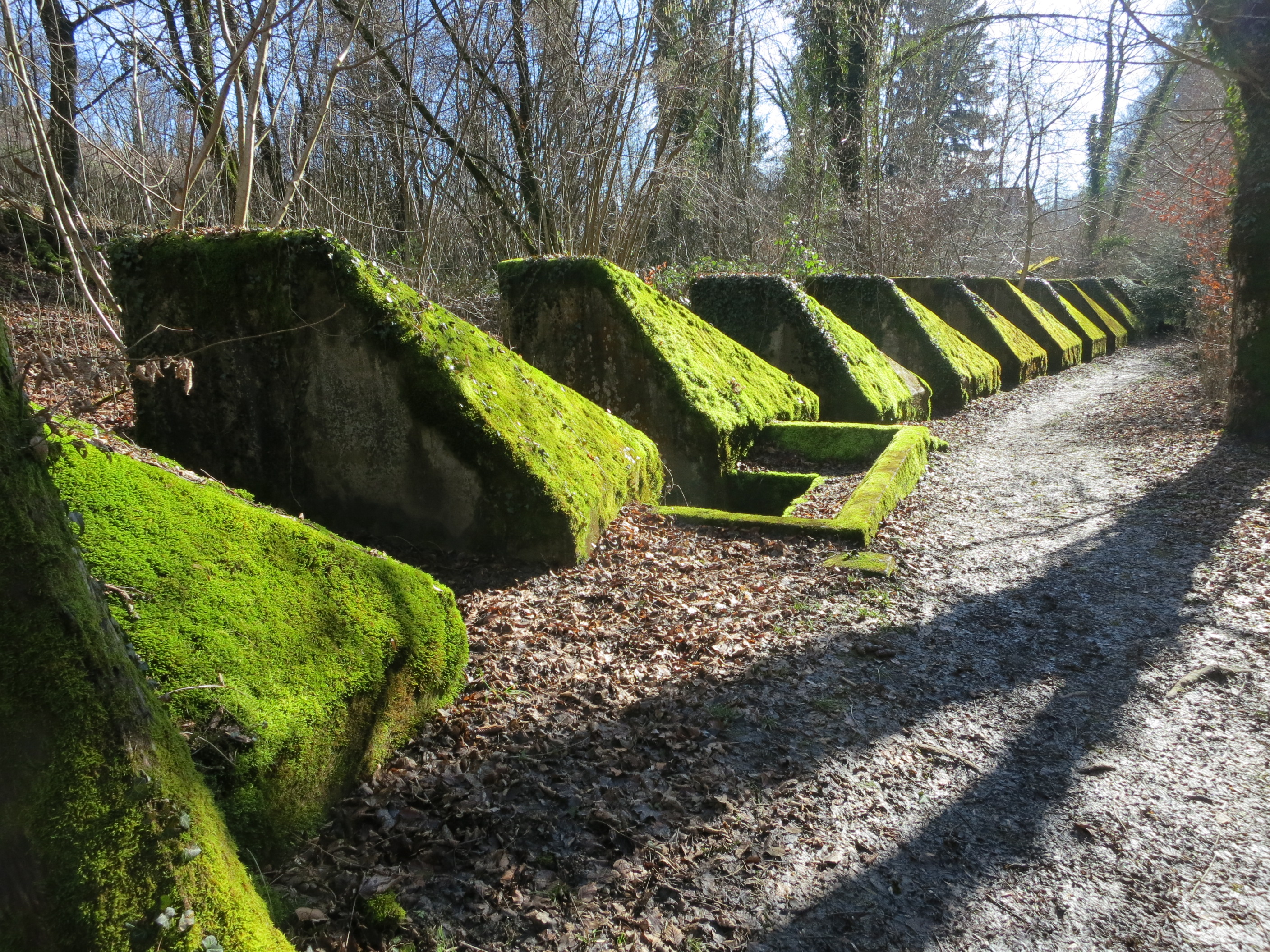
«Toblerone» Höckerlinie
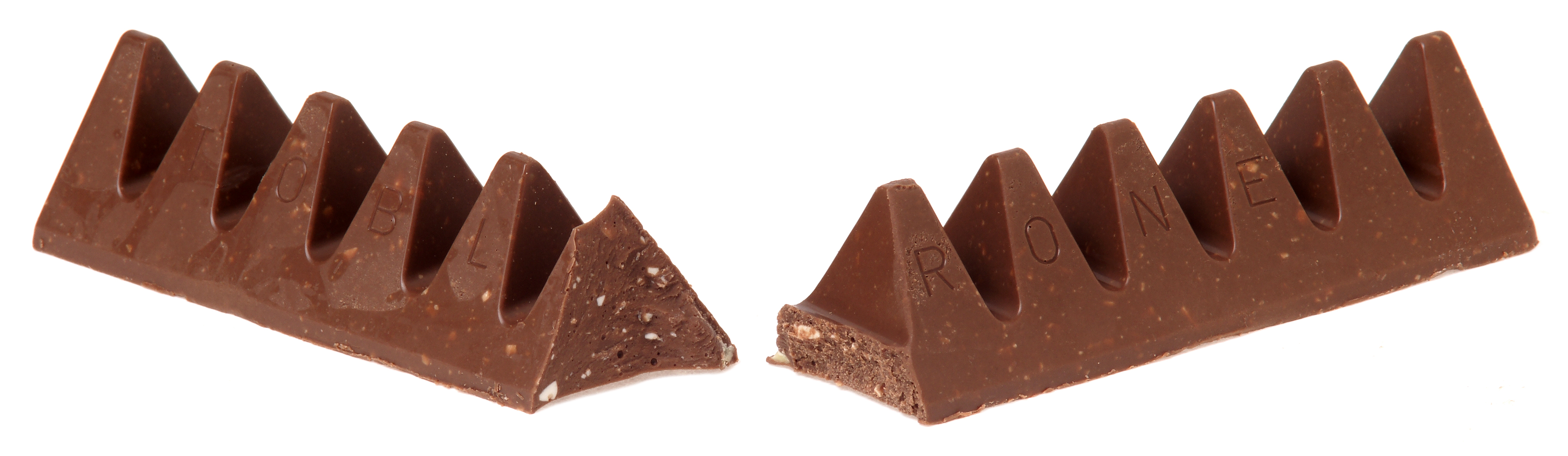
Toblerone-Schokolade
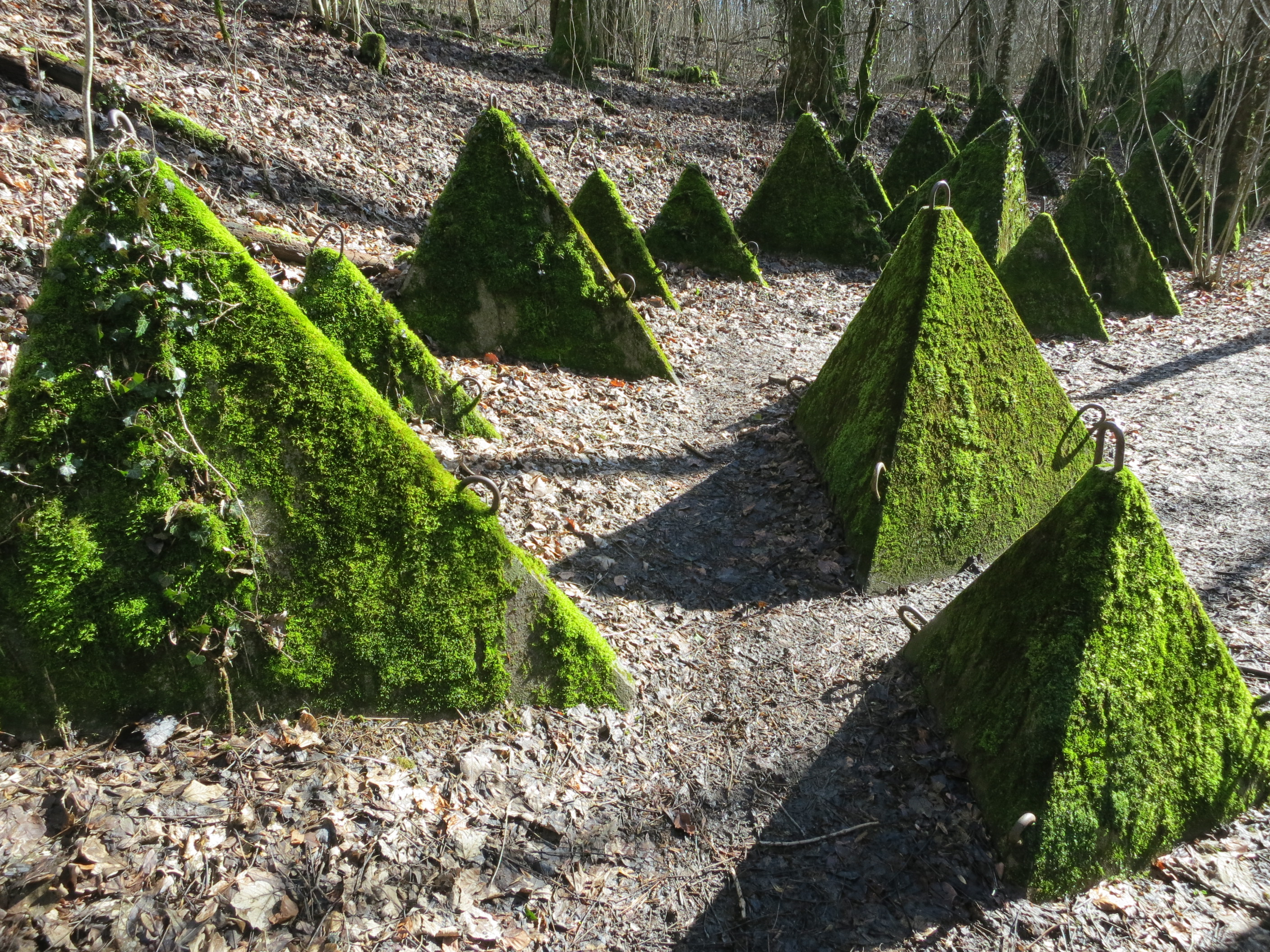
Höckerlinie entlang der Serine
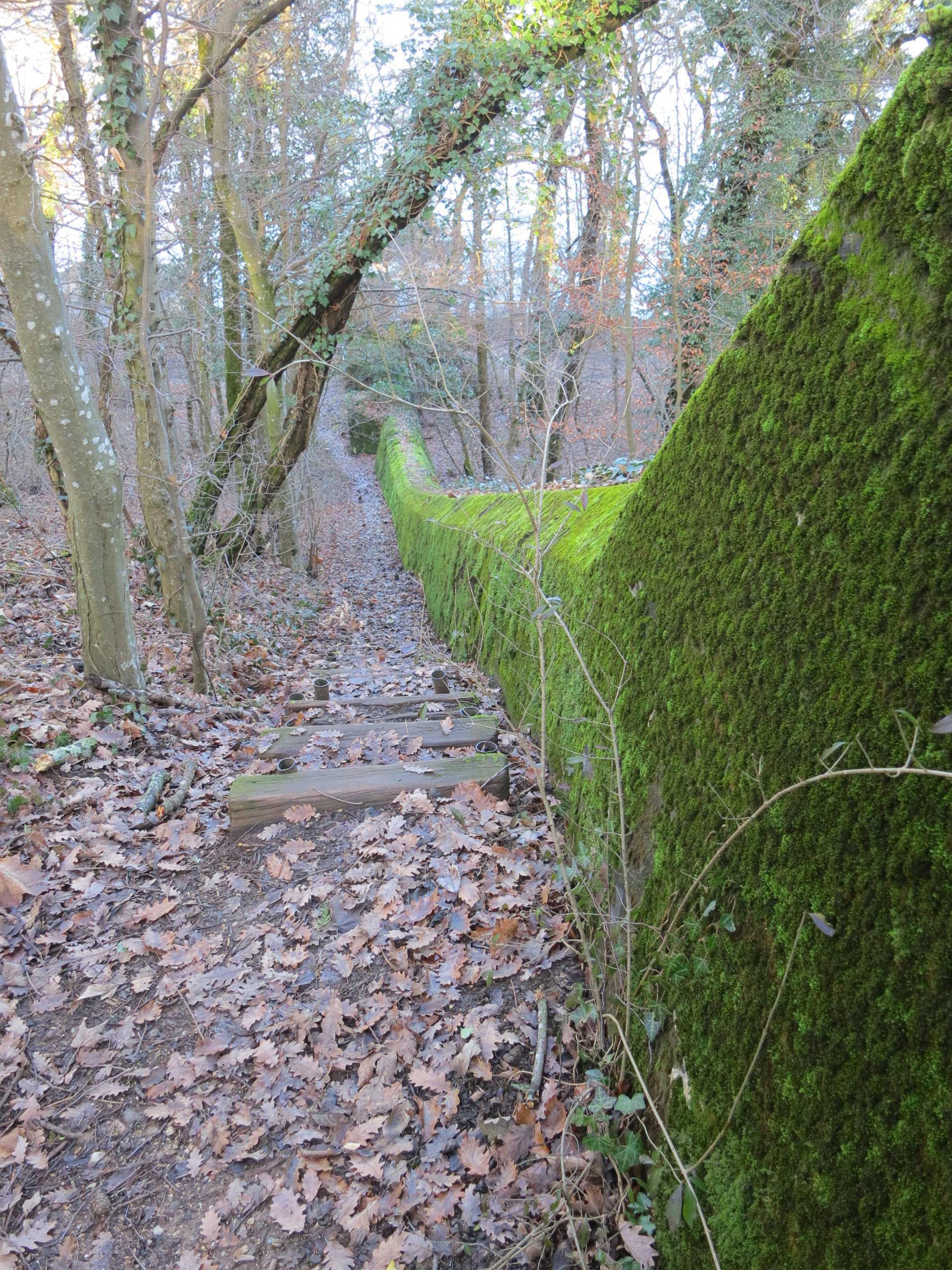
Abschluss der Sperre am Genfersee
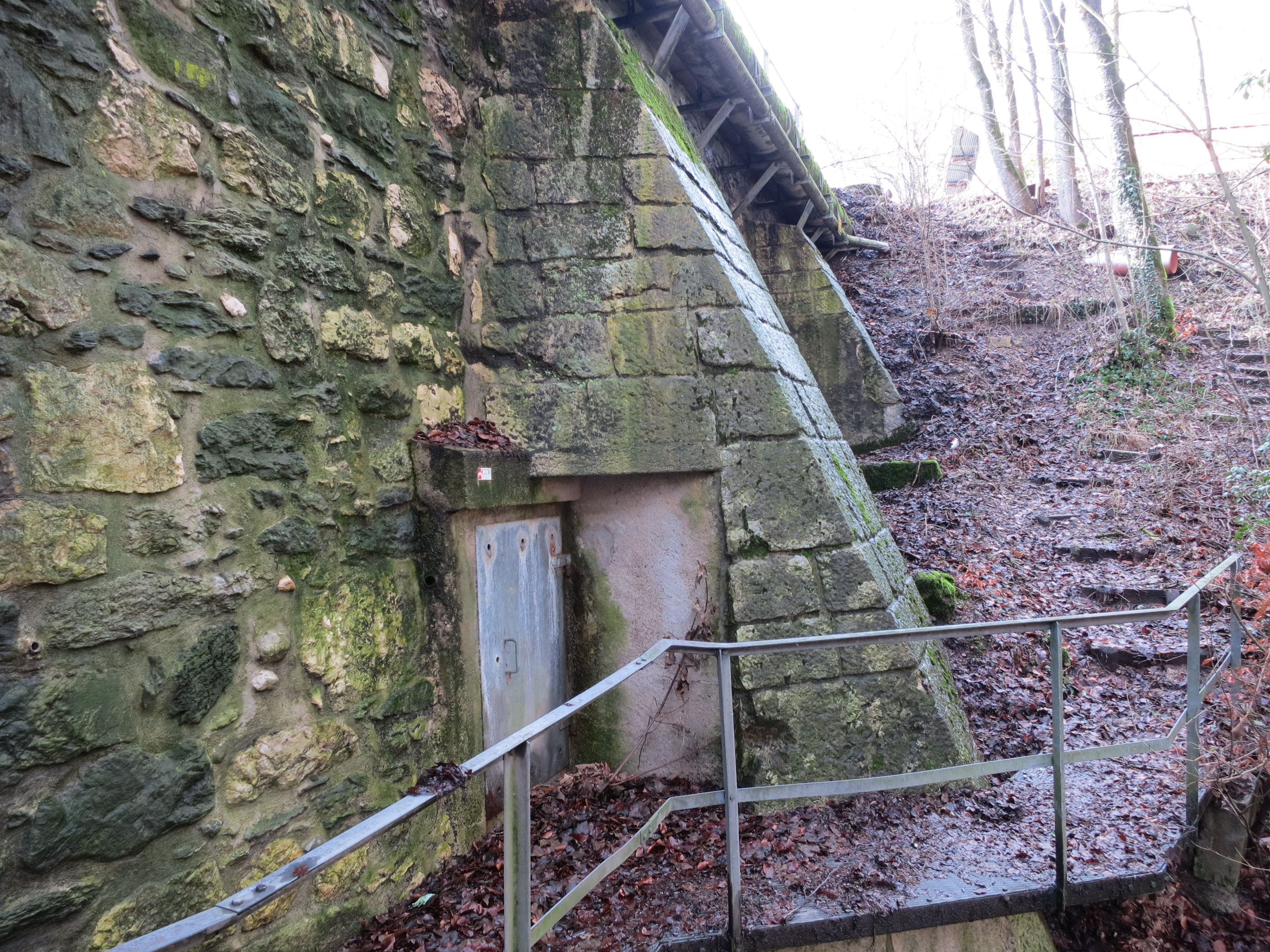
Sprengobjekt Strassenbrücke La Cézile
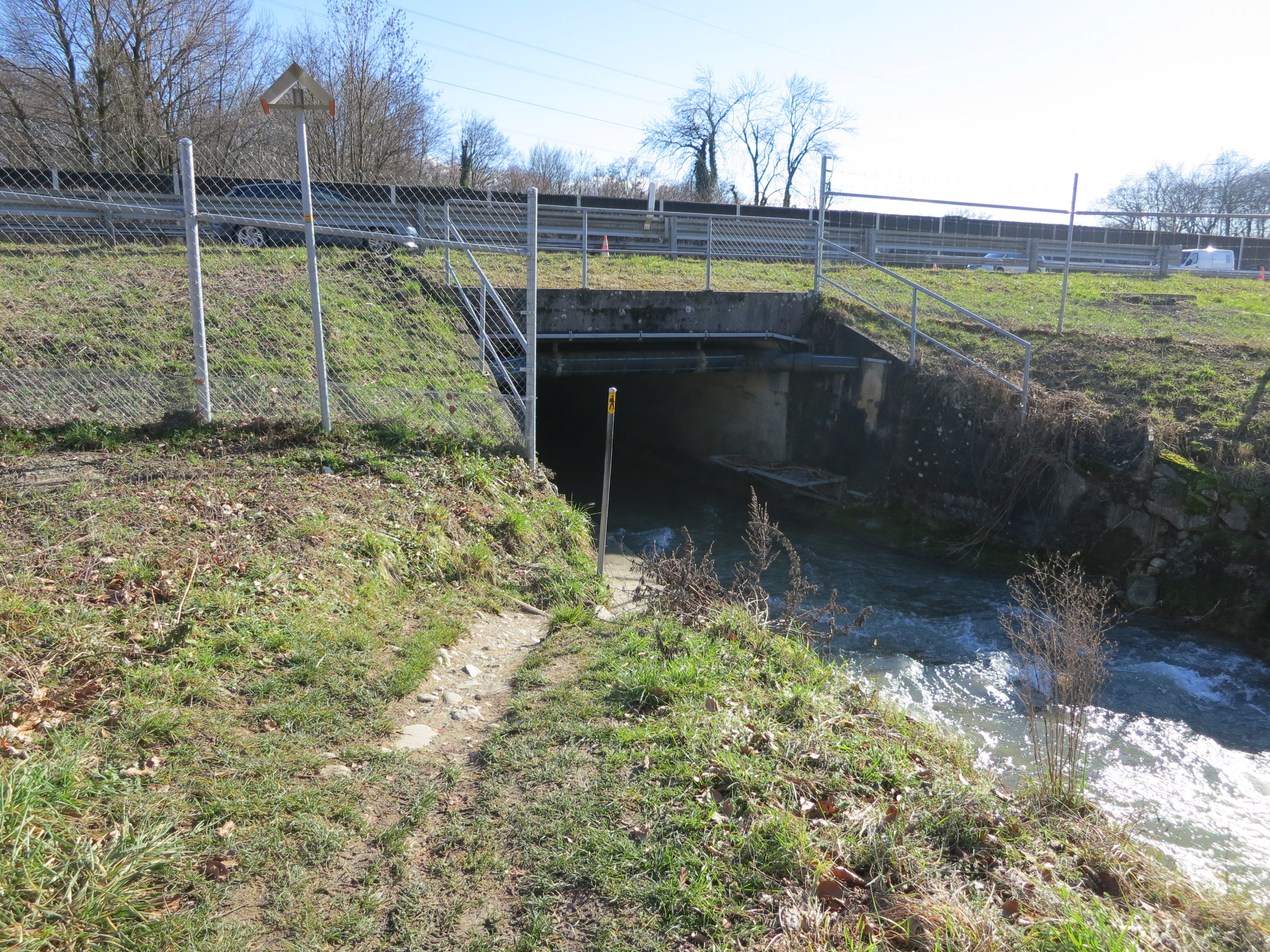
Sprengobjekt Autobahnbrücke

### Bunker
Die Linie umfasste 17 befestigte Bunker, die mit Maschinengewehren und teilweise mit Antitankkanonen ausgerüstet waren. Die ersten beiden Bunker (Bassins Nord 1 und 2) befinden sich bei Les Platets, nördlich von Bassins. Vier Bunker sind um La Cézille platziert (La Feuilleuse, La Cézille, Châtelard, Le Ravin), letzterer unmittelbar unterhalb der Strasse am Wanderweg. Die nächsten drei (La Crosette, Moulin du Creux, Longevy) befinden sich bei La Crosette, Moulin du Creux und bei Vich La Bichette. Vier Bunker (Gland Ost, Fontana, Vertelin, Pont Farbel) liegen westlich von Gland bei Aux Tuillères, La Foule, Vertelin und Pont Farbel. Die beiden grössten Bunker flankieren nördlich (Villa Verte) und südlich (Villa Rose) die Hauptstrasse Lausanne-Genf und konnten sich gegenseitig Feuerschutz geben. Die letzten beiden (Bergerie Centre, Bergerie Lac) befinden sich auf dem Gelände des Golfplatzes «Domaine Impérial» unmittelbar am Wanderweg.
- Infanteriebunker Bassins Nord A 687, Sperre Bassins		⊙
- Infanteriebunker Bassins Sud A 688, Sperre Bassins 		⊙
- Infanteriebunker Moinsel A 689, Sperre Bassins 		⊙
- Infanteriebunker La Feuilleuse A 700, Sperre Le Châtelard VD		⊙
- Kanonenschild A 701, Sperre Le Châtelard VD 		⊙
- Infanteriebunker La Cézille A 703, Sperre Le Châtelard VD  		⊙
- Infanteriebunker Le Ravin A 704, Sperre Le Châtelard VD 		⊙
- Infanteriebunker Le Châtelard A 705, Sperre Le Châtelard VD		⊙
- Infanteriebunker En Persières A 706, Sperre Begnins 		⊙
- Kugelbunker En Persières A 707, Sperre Begnins 		⊙
- Infanteriebunker Moulin du Creux A 710, Sperre Gland VD		⊙
- Infanteriebunker Vich Sud A 713, Sperre Gland VD 		⊙

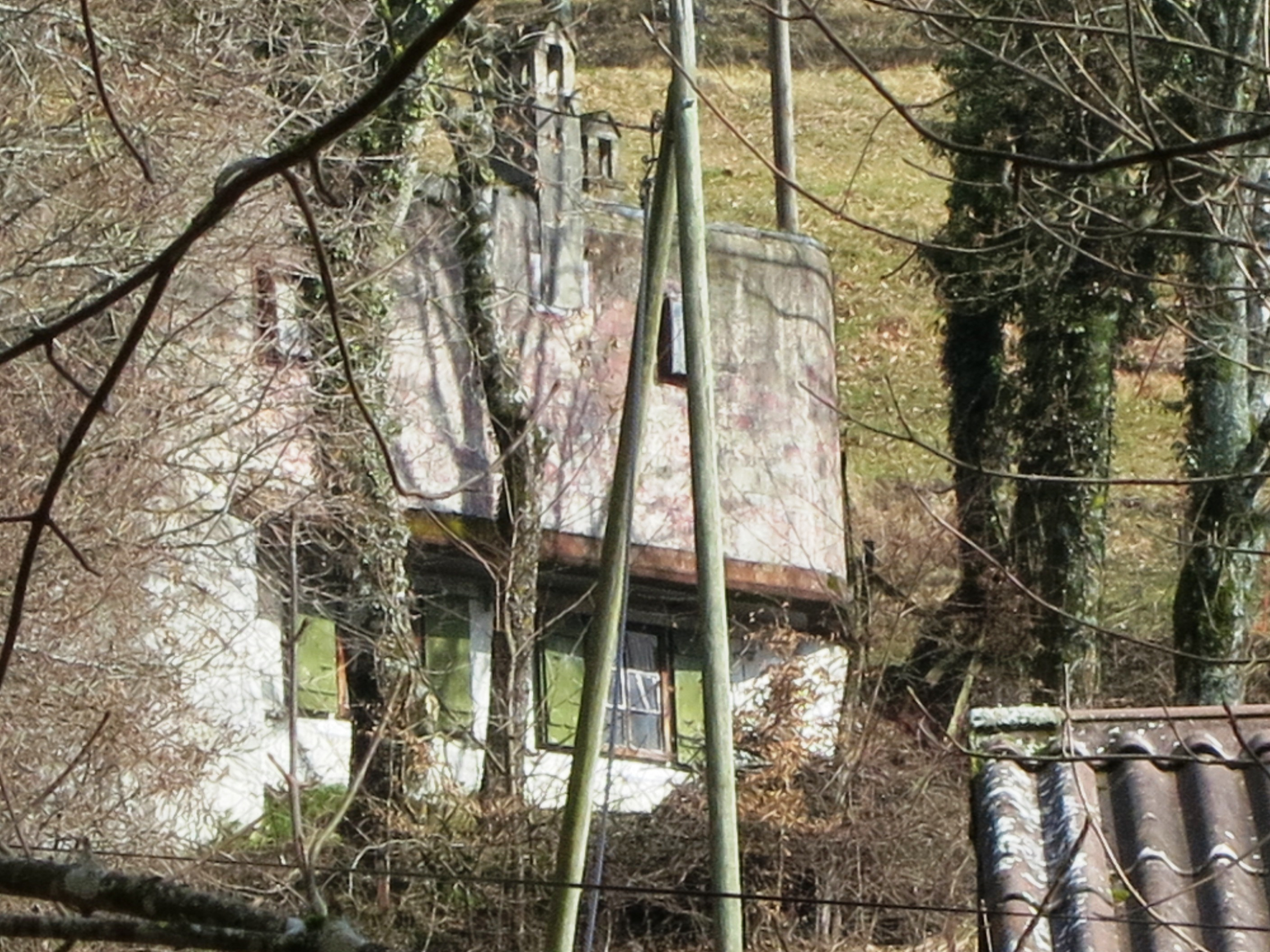
Bunker Feuilleuse A 700 La Cézile
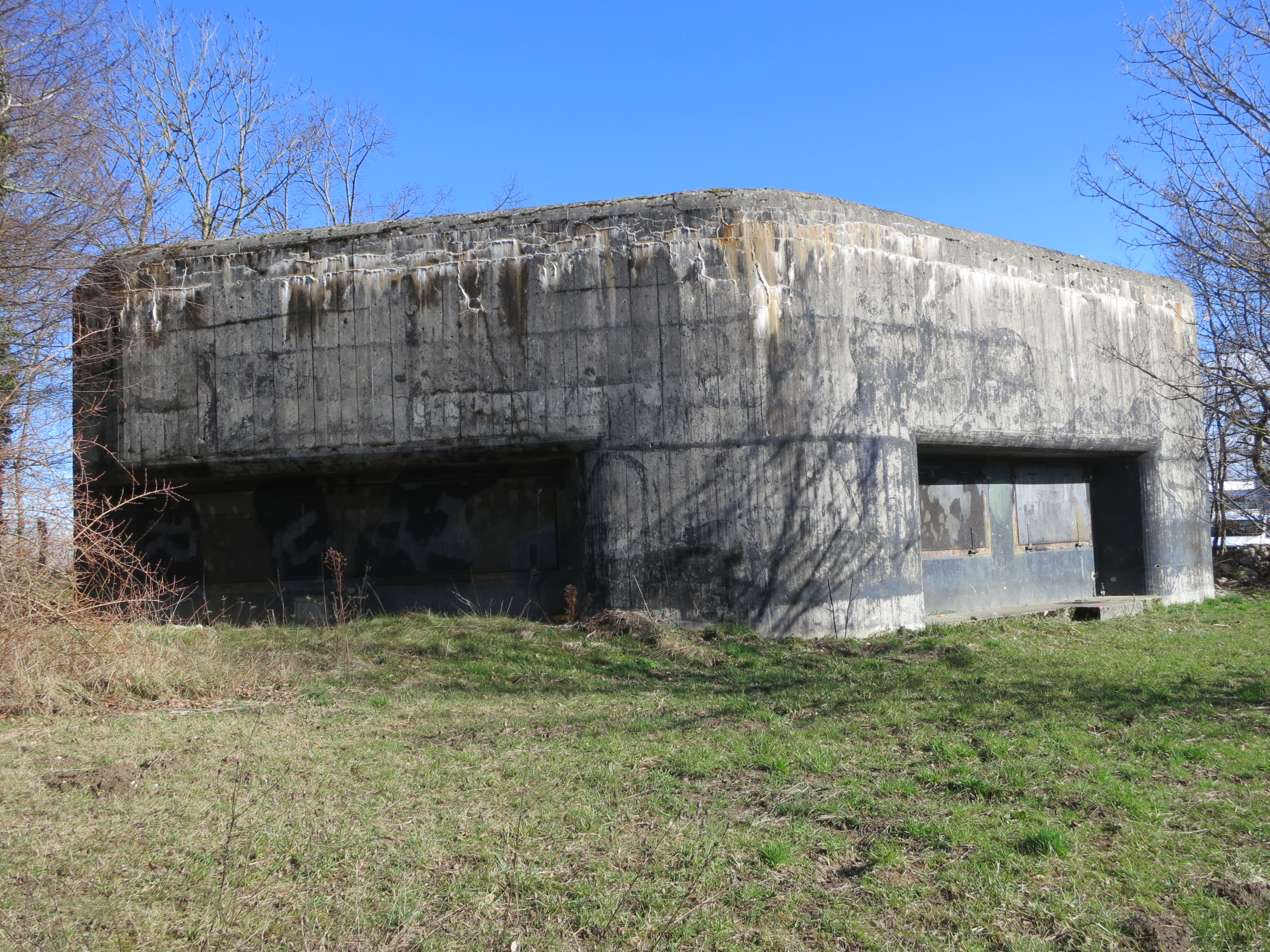
Bunker Longevy Vich Sud A 713

- Infanteriebunker Gland Ouest A 714, Sperre Gland VD 		⊙
- Infanteriebunker Fontana A 715, Sperre Gland VD 		⊙
- Infanteriebunker  Pont Farbel Prangins A 716, Sperre Gland VD	⊙
- Infanteriebunker Vertelin A 717, Sperre Gland VD 		⊙
- Infanteriebunker Villa Verte A 726, Sperre Promenthouse VD		⊙
- Infanteriebunker Villa Rose A 728, Sperre Promenthouse VD 		⊙
- Infanteriebunker Bergerie centre A 729, Sperre Promenthouse VD 		⊙
- Infanteriebunker Bergerie Lac A 730, Sperre Promenthouse VD 		⊙

Die Villa Rose ist als Museum eingerichtet und kann an bestimmten Tagen und von Gruppen auf Anfrage besichtigt werden.

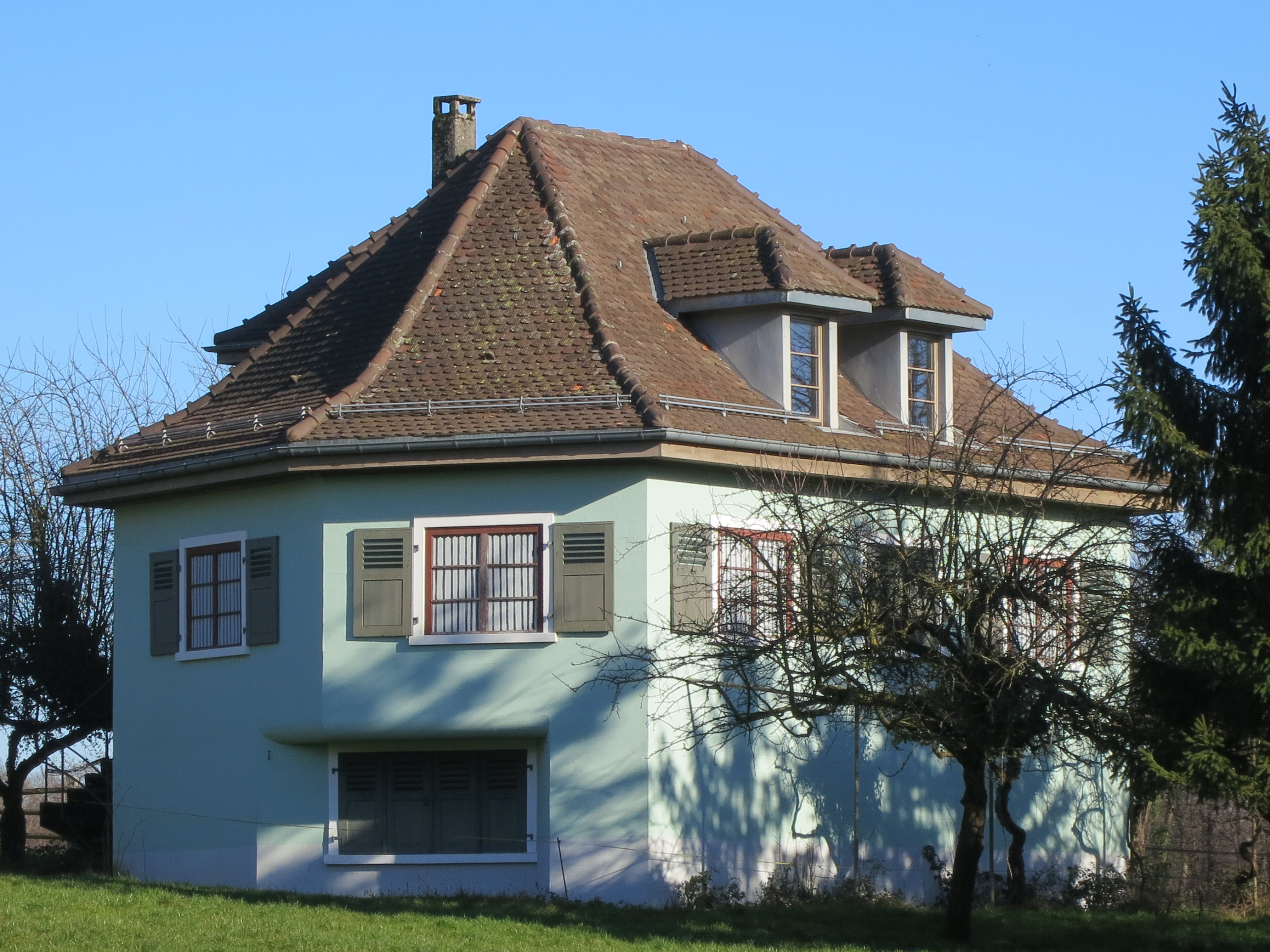
Villa Verte A 726
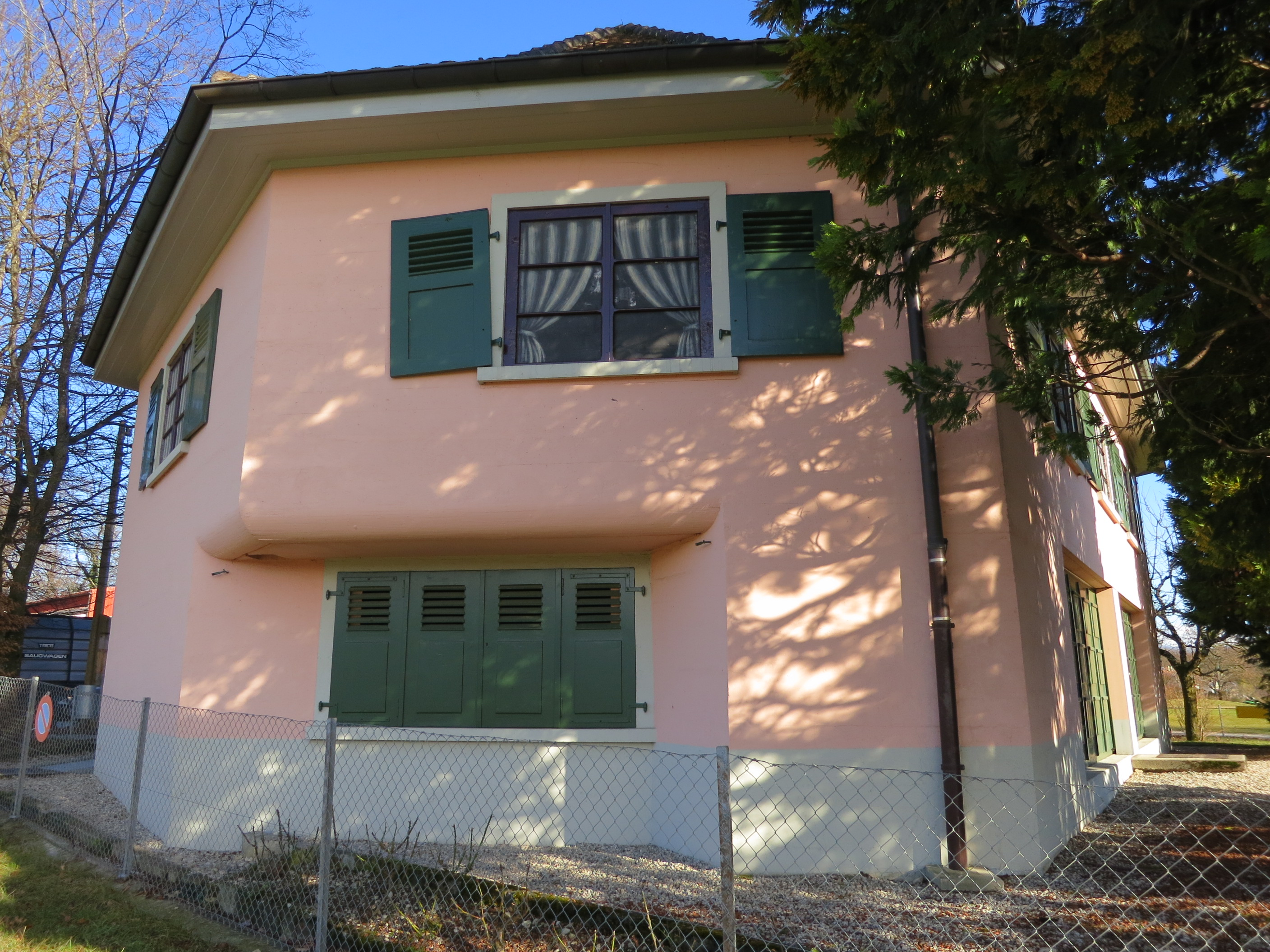
Villa Rose A 728
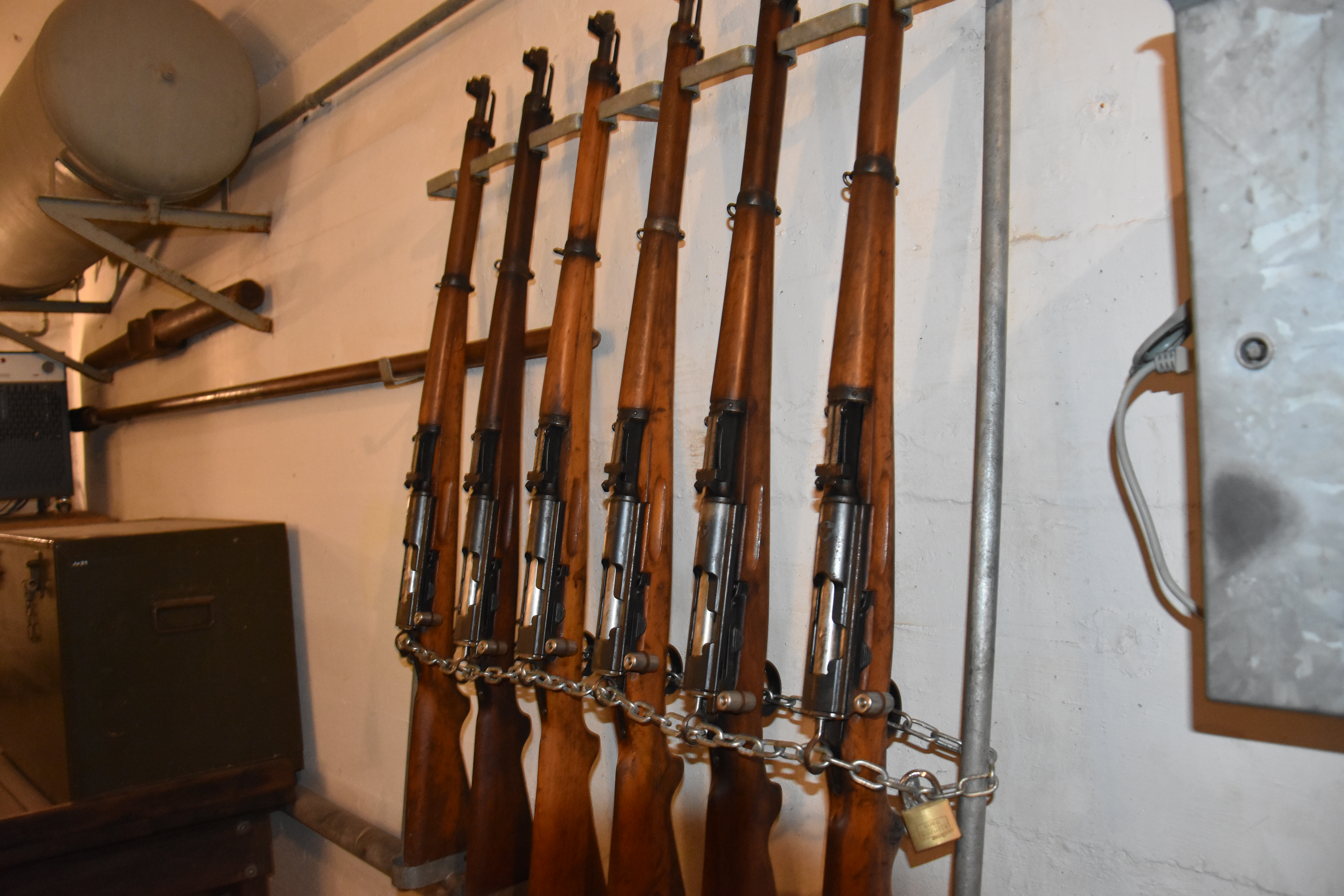
Karabiner 31 Gewehrständer, Villa Rose
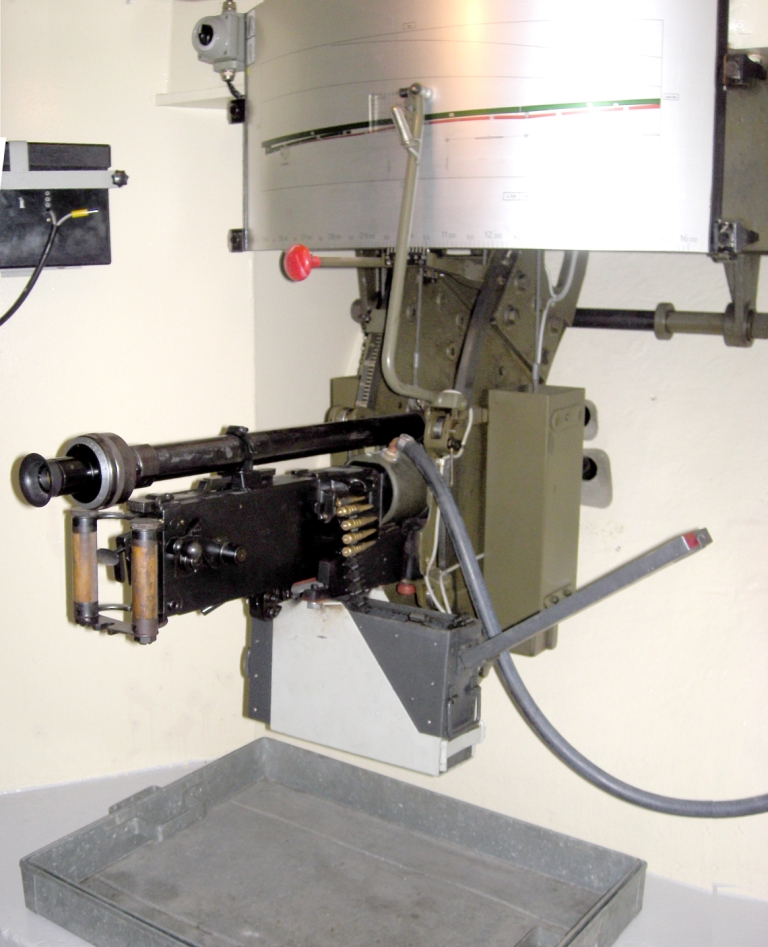
Mg 11 auf Festungslafette, Villa Rose
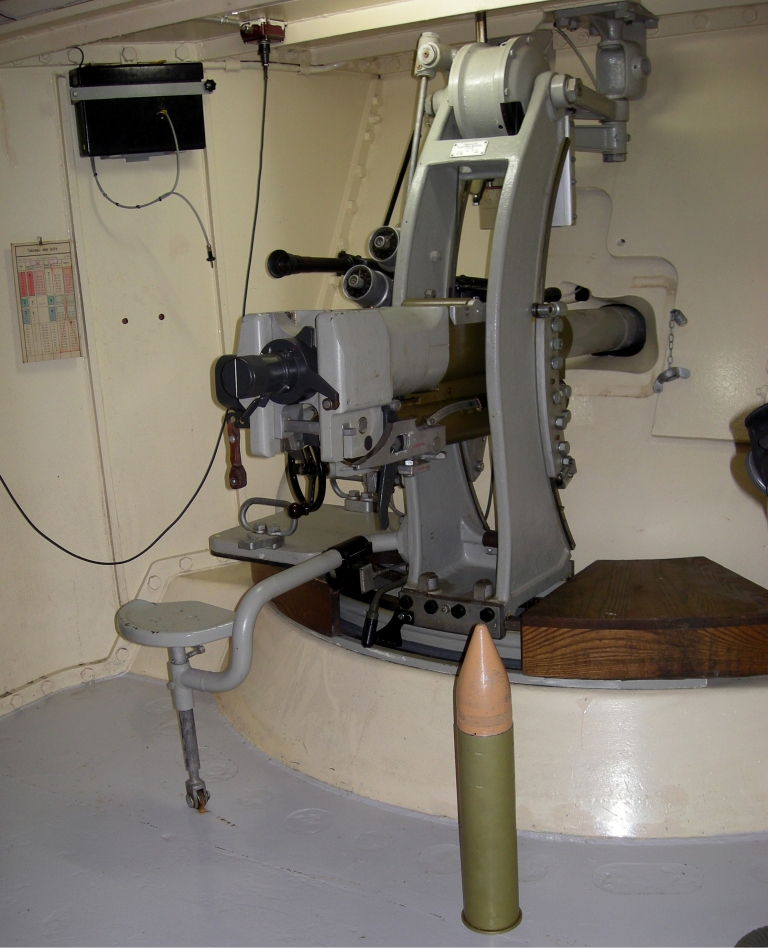
9 cm Pak 50 auf Festungslafette, Villa Rose
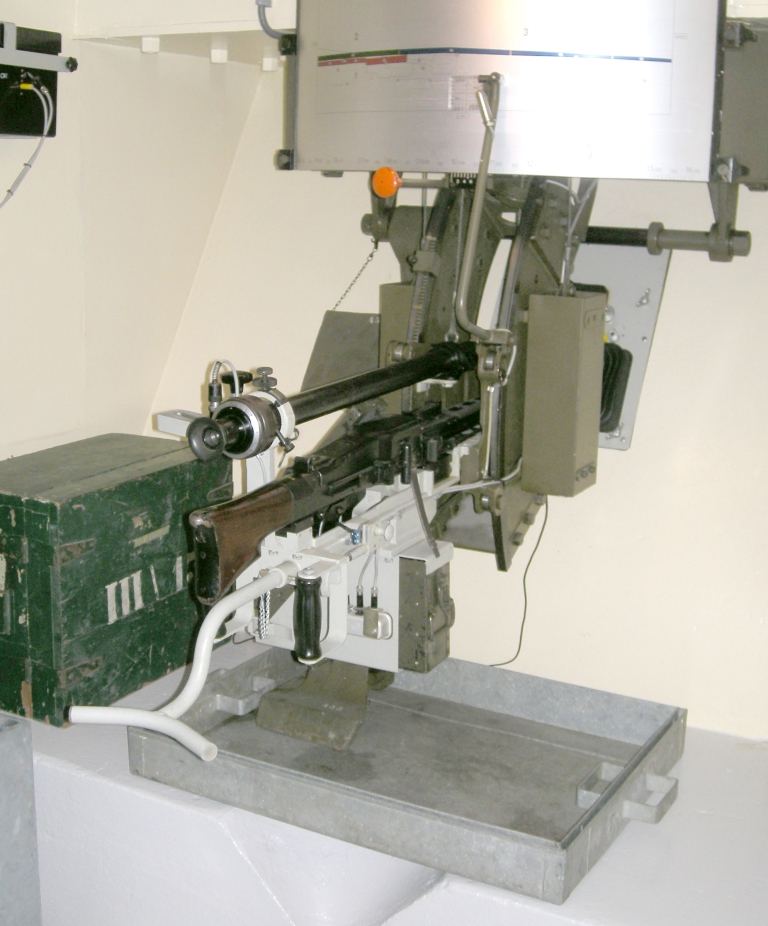
Mg 51 auf Festungslafette, Villa Rose
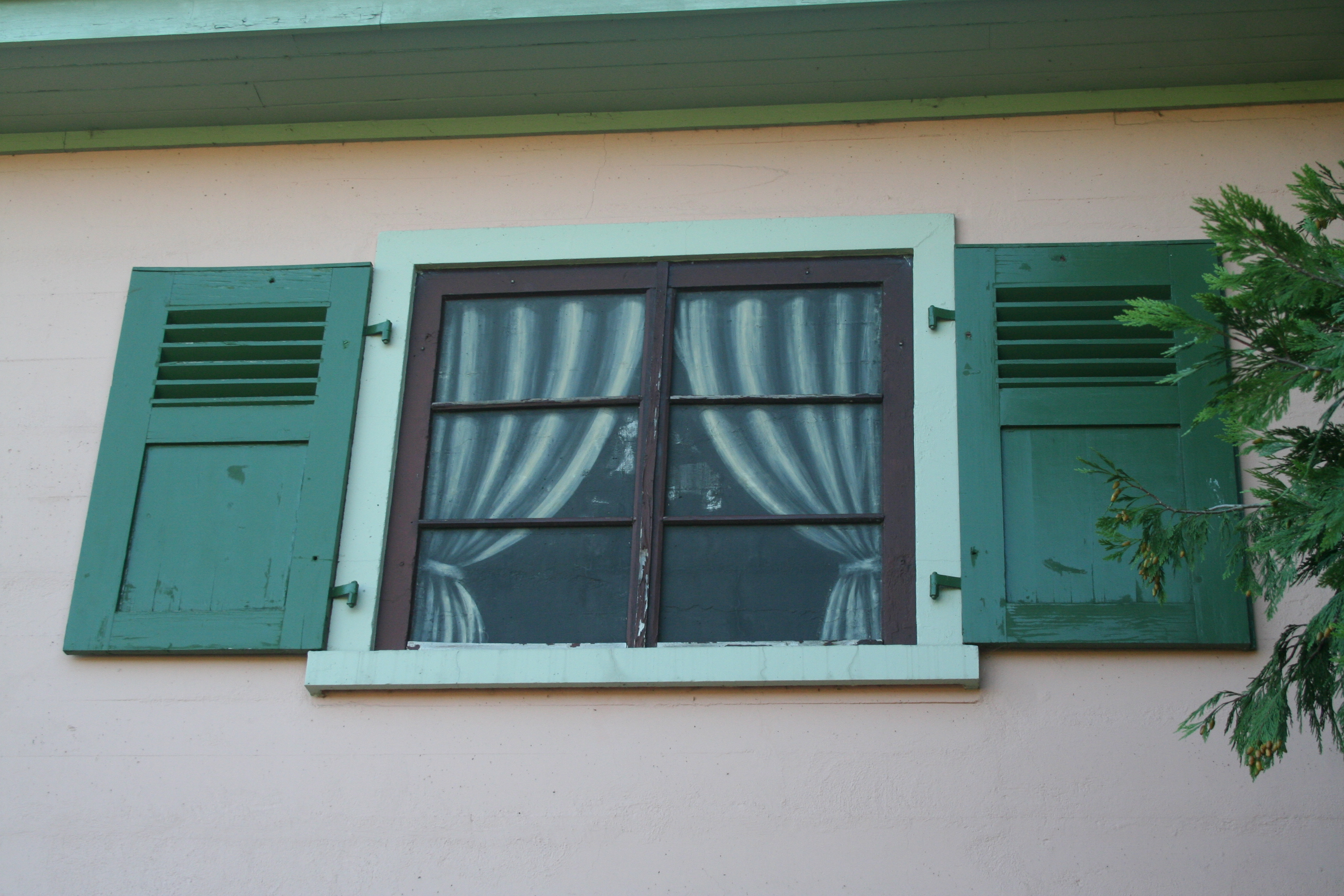
Aufgemaltes Fenster Villa Rose
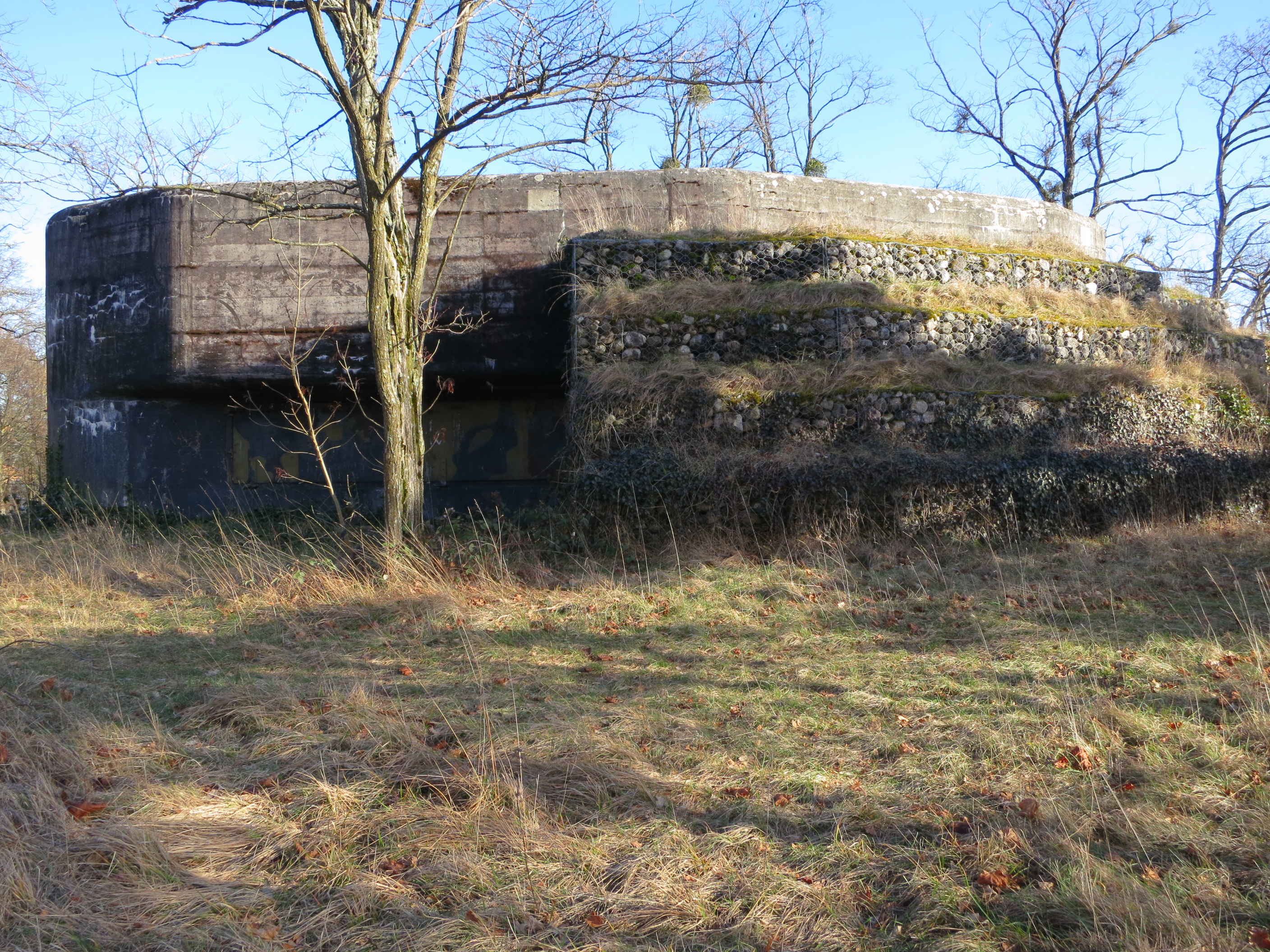
Bunker Bergerie Lac A 730 Golfplatz «Domaine Impérial»